# Министерство на отбраната на България
Министерството на отбраната е държавна институция в България с ранг на министерство, която осъществява правителствената политика във военната област и политическото ръководство на Българската армия. То е сред първите 6 български министерства, създадени на 5 юли 1879 г. (стар стил). Министърът на отбраната е член на Министерския съвет.
Централната администрация на министерството се намира в сграда на улица „Дякон Игнатий“ № 3 в София. Тя е построена през 1885 г. по проект на чешкия архитект Антонин Колар, а между 1939 и 1945 г. е основно преустроена от архитектурното бюро „Васильов-Цолов“ по проект на архитектите Иван Васильов и Димитър Цолов.

## История

### Създаване
Създаването на армия е едно от първите действия предприети от българските власти след Освобождението от 1878 г. Със заповед от 15 юли на същата година се създава Българската земска войска. А още в първото правителство на свободна България, ръководено от министър-председателя Тодор Бурмов, Военното министерство е сред основните институции на държавата. То е създадено с Указ № 23 от 5 юли 1879 г. на основание чл. 161 от Търновската конституция. Като най-висше военноадминистративно учреждение в България.

### Функции и структура
Военното министерство има следните основни задачи: защита на държавния суверенитет и националната независимост, охрана и отбрана на териториалната цялост на държавата, отстояване интересите на българското общество и ценностите на националната идентичност. В първите години на XX в. Военното министерство продължава работата по изграждането на масова и модерна армия. Неговата структура претърпява изменения, с които се цели военното ведомство да се приведе в съответствие с настъпилите промени в организацията, подготовката, материално-техническото снабдяване и комплектуването на въоръжените сили с личен състав.
През 1905 г. се създава Военен съвет, който е съвещателен орган към военния министър. През 1907 г. във военното ведомство се създава Информационно бюро. С тази структура Военното министерство съществува до 11 юли 1911 г., когато с промени в Търновската конституция е преименувано на Министерство на войната (МВ) – виж. правителство на Гешов).
На Министерството на войната се възлагат задачите по подготовката на запасния личен състав, мобилизирането му и комплектуването на нови подразделения и части. Приоритет в дейността на военното ведомство става попълването на армията с команден състав. С демократизацията на българското общество, започнала през 1989 г. се променя и организационната структура на Министерството. С Указ № 168 от 20 декември 1990 г. то се преименува в Министерство на отбраната (МО). Съгласно Конституцията, приета от VII велико народно събрание през 1991 г., върховен главнокомандващ на въоръжените сили е президентът, ръководството на Министерството на отбраната (МО) отчита дейността си пред Народното събрание.
Упражняването на граждански контрол над въоръжените сили и специалните служби произтича от ценностите на демократичното гражданско общество и е залегнало в националното законодателство. Законодателните актове на Народното събрание създават основните регулиращи механизми в областта на отбраната и националната сигурност.
Организационната структура на Министерството на отбраната се привежда в съответствие с настъпилите промени и приоритети в държавната политика за членство на България в НАТО и Европейския съюз.

## Структура
Към 12 септември 2015 година министерството има следната структура:
- Инспекторат
- Дирекция „Сигурност на информацията“
- Дирекция „Вътрешен одит“
- Звено „Финансов контрол и материални проверки“
- Звено „Протокол“
- Специализирана администрация
  - Главна дирекция „Инфраструктура на отбраната“
  - Дирекция „Отбранителна политика“
  - Дирекция „Планиране, програмиране и бюджет“
  - Дирекция „Управление на човешките ресурси“
  - Дирекция „Отбранителна аквизиция“
  - Дирекция „Проектно управление“
  - Дирекция „Социална политика“
- Обща администрация
  - Дирекция „Административно и информационно обслужване“
  - Дирекция „Връзки с обществеността“
  - Дирекция „Правно-нормативна дейност“
  - Дирекция „Финанси“
- Щаб на отбраната

## Ръководство
Към 20 май 2024 година министерството има следното ръководство:
- Министър: Атанас Запрянов
- Заместник-министър: Радостин Илиев
- Заместник-министър: Иван Пейков
- Заместник-министър: Аделина Николова
- Началник на отбраната: адмирал Емил Ефтимов
- Заместник-началник на отбраната: генерал-лейтенант Михаил Попов
- Заместник-началник на отбраната: генерал-лейтенант Цанко Стойков
- Постоянен секретар на отбраната: Антон Ластарджиев